# Pirate Hunter. Сомалийский капкан
«Pirate Hunter. Сомалийский капкан» — компьютерная игра в жанре шутер от первого лица, разработанная DIOsoft и выпущенная компанией «Новый диск» 10 сентября 2009 года на Windows. В 2024 году компания Strategy First выпустила игру в Steam.

## Сюжет
Главный герой игры — Игорь Котов, бывший «морской котик». Игра начинается с прощания Игоря с его женой, журналисткой. Но корабль, на котором была его жена, захватывают террористы, и он бросается вдогонку, чтобы найти возлюбленную. В конце концов, он попадает на острова в Тихом океане, где, предположительно, находится его жена.

## Разработка
Игра разрабатывалась с 2004 года украинской студией DIOsoft, изначально под названием «Пираты XXI века».

## Критика
Александр Чепелев из журнала «Игромания» оценил игру на 4,5 балла из 10 максимальных, назвав игру «морально устаревшим клоном Far Cry, получившимся хуже первого творения Crytek». Алексей «FelixXx» Корнев в рецензии для Absolute Games присудил игре 33 %: «Хороший старт, пять лет работы, а в итоге — продукт, кои CITY Interactive отгружает ежеквартально. Интересно, обидно ли авторам?..»